# 陸壓真人
陸壓真人是潮汕民間信仰的神明，來自《封神演義》中的正派人物角色，曾經數度幫助姜子牙。在潮汕地區，陸壓真人有諸多信眾。潮汕民間流傳陸壓真人在天地未開之前，由鴻鈞老祖和海潮聖人所造，後來成為玉皇大帝的師父。在香港油塘的嶺南古廟內供奉陸壓真人，信眾以潮汕籍為主。
此外，潮汕地區有傳聞1935年4月抗日戰爭日軍軍機轟炸惠來縣靖海鎮時，有居民見到陸壓真人顯靈，以手提籃子抵擋炸彈，迫使炸彈至海面上爆炸，使靖海鎮百姓幸免於難，因此惠來等地居民均篤信陸壓真人。